# Trofeul Carpați (handbal feminin) - Ediția a 4-a
Competiția din 1962 reprezintă a patra ediție a Trofeului Carpați la handbal feminin pentru senioare, turneu amical organizat anual de Federația Română de Handbal începând din 1959. Ediția din 1962, la care au luat parte patru echipe, a fost găzduită de orașul București. Câștigătoarea turneului din 1962 a fost selecționata principală a orașului București.
Meciurile s-au desfășurat în Sala Floreasca.

## Echipe participante
La a patra ediție a Trofeului Carpați nu au fost înscrise echipe naționale ci selecționate ale orașelor sau regiunilor.

### România
România a fost reprezentată de două selecționate ale capitalei București.

#### Selecționata orașului București
Selecționata principală a orașului București a fost pregătită de profesorul Constantin Popescu.
| Portari - Irene Nagy-Klimovski - Lucreția Anca Extreme - Maria Scheip-Constantinescu - extremă stânga - Constanța Dumitrescu - Iuliana Naco Centri - Iosefina Ștefănescu-Ugron - Anna Nemetz | Pivoți - Antoaneta Vasile-Oțelea - Edeltraut Franz-Sauer Interi - Aurora Leonte - Anna Stark-Stănișel |

#### Selecționata de tineret a orașului București
Selecționata de tineret a orașului București a fost pregătită de antrenorul Valeriu Gogâltan.
| Portari - Maria Farcaș - Herta Kinicek Extreme - Waltraub Keul - Valentina Melinte Centri - Rodica Bain - Gabriela Vârlan | Pivoți - Elena Hedeșiu - Livia Olaru Interi - Rodica Floroianu - Felicia Gheorghiță-Bâtlan - Hedviga Ziegler |

### Republica Democrată Germană
Republica Democrată Germană a fost reprezentată de o selecționată a capitalei Berlinul de Est.

### Iugoslavia
Iugoslavia a fost reprezentată de o selecționată a provinciei Slavonia.

## Clasament și statistici
Ediția a 4-a a Trofeului Carpați la handbal feminin a fost câștigată de selecționata principală a orașului București.

### Clasamentul final
|   | București         |
|   | București-tineret |
|   | Slavonia          |
| 4 | Berlinul de Est   |